# 7.ª etapa do Tour de France de 2023
A 6.ª etapa do Tour de France de 2023 teve lugar na quinta-feira 6 de julho de 2023 entre Mont-de-Marsan e Bordéus, numa distância de 169,9 km.

## Percurso
Esta etapa de planície apenas tem uma pequena subida  (col de 4.ª categoria) localizada a 39 quilómetros da chegada a Bordéus onde a linha de chegada está traçada a proximidade do Place des Quinconces e deve ser propícia para os sprinters. A saída está dada em Mont-de-Marsan, em homenagem a Luis Ocaña, vencedor do Tour de France de 1973, há 50 anos.

## Classificação da etapa
| Mont-de-Marsan - Bordéus | etapa plana | (169,9 km) |

| \| Classificação por etapas \| Classificação por etapas \| Classificação por etapas \| Classificação por etapas \| Classificação por etapas \| \| Ciclista \| Ciclista \| Equipe \| Tempo \| \| \| ------------------------ \| ------------------------ \| ------------------------ \| ------------------------ \| ------------------------ \| \| 1. \| Jasper Philipsen \| Alpecin-Deceuninck \| 3h46m28s \| \| \| 2. \| Mark Cavendish \| Astana Qazaqstan Team \| + 0s \| \| \| 3. \| Biniam Girmay \| Intermarché-Circus-Wanty \| + 0s \| \| \| 4. \| Luca Mozzato \| Arkéa-Samsic \| + 0s \| \| \| 5. \| Dylan Groenewegen \| Team Jayco AlUla \| + 0s \| \| \| 6. \| Jordi Meeus \| Bora-Hansgrohe \| + 0s \| \| \| 7. \| Phil Bauhaus \| Bahrain Victorious \| + 0s \| \| \| 8. \| Bryan Coquard \| Cofidis \| + 0s \| \| \| 9. \| Alexander Kristoff \| Uno-X Pro Cycling Team \| + 0s \| \| \| 10. \| Mads Pedersen \| Lidl-Trek \| + 0s \| \| |                    |                          |          |
| |                    |                          |          |
| Fonte: ProCyclingStats |                    |                          |          |
| Classificação por etapas |                    |                          |          |
| Ciclista | Ciclista           | Equipe                   | Tempo    |
| 1. | Jasper Philipsen   | Alpecin-Deceuninck       | 3h46m28s |
| 2. | Mark Cavendish     | Astana Qazaqstan Team    | + 0s     |
| 3. | Biniam Girmay      | Intermarché-Circus-Wanty | + 0s     |
| 4. | Luca Mozzato       | Arkéa-Samsic             | + 0s     |
| 5. | Dylan Groenewegen  | Team Jayco AlUla         | + 0s     |
| 6. | Jordi Meeus        | Bora-Hansgrohe           | + 0s     |
| 7. | Phil Bauhaus       | Bahrain Victorious       | + 0s     |
| 8. | Bryan Coquard      | Cofidis                  | + 0s     |
| 9. | Alexander Kristoff | Uno-X Pro Cycling Team   | + 0s     |
| 10. | Mads Pedersen      | Lidl-Trek                | + 0s     |

## Classificações ao final da etapa

### Classificação geral(Maillot Jaune)
| \| Classificação geral \| Classificação geral \| Classificação geral \| Classificação geral \| Classificação geral \| \| Ciclista \| Ciclista \| Equipe \| Tempo \| \| \| ------------------- \| ------------------- \| ------------------- \| ------------------- \| ------------------- \| \| 1. \| Jonas Vingegaard \| Jumbo-Visma \| 29h57m12s \| \| \| 2. \| Tadej Pogačar \| UAE Team Emirates \| + 25s \| \| \| 3. \| Jai Hindley \| Bora-Hansgrohe \| + 1m34s \| \| \| 4. \| Simon Yates \| Team Jayco AlUla \| + 3m14s \| \| \| 5. \| Carlos Rodríguez \| Ineos Grenadiers \| + 3m30s \| \| \| 6. \| Adam Yates \| UAE Team Emirates \| + 3m40s \| \| \| 7. \| David Gaudu \| Groupama-FDJ \| + 4m03s \| \| \| 8. \| Romain Bardet \| Team DSM-Firmenich \| + 4m43s \| \| \| 9. \| Thomas Pidcock \| Ineos Grenadiers \| + 4m43s \| \| \| 10. \| Sepp Kuss \| Jumbo-Visma \| + 5m28s \| \| |                  |                    |           |
| |                  |                    |           |
| Fonte: ProCyclingStats |                  |                    |           |
| Classificação geral |                  |                    |           |
| Ciclista | Ciclista         | Equipe             | Tempo     |
| 1. | Jonas Vingegaard | Jumbo-Visma        | 29h57m12s |
| 2. | Tadej Pogačar    | UAE Team Emirates  | + 25s     |
| 3. | Jai Hindley      | Bora-Hansgrohe     | + 1m34s   |
| 4. | Simon Yates      | Team Jayco AlUla   | + 3m14s   |
| 5. | Carlos Rodríguez | Ineos Grenadiers   | + 3m30s   |
| 6. | Adam Yates       | UAE Team Emirates  | + 3m40s   |
| 7. | David Gaudu      | Groupama-FDJ       | + 4m03s   |
| 8. | Romain Bardet    | Team DSM-Firmenich | + 4m43s   |
| 9. | Thomas Pidcock   | Ineos Grenadiers   | + 4m43s   |
| 10. | Sepp Kuss        | Jumbo-Visma        | + 5m28s   |

### Classificação por pontos(Maillot Vert)
| Classificação por pontos | Classificação por pontos | Classificação por pontos | Classificação por pontos | Classificação por pontos |
| Ciclista                 | Ciclista                 | Equipe                   | Pontos                   |                          |
| ------------------------ | ------------------------ | ------------------------ | ------------------------ | ------------------------ |
| 1.                       | Jasper Philipsen         | Alpecin-Deceuninck       | 215 pts                  |                          |
| 2.                       | Bryan Coquard            | Cofidis                  | 127 pts                  |                          |
| 3.                       | Mark Cavendish           | Astana Qazaqstan Team    | 99 pts                   |                          |
| 4.                       | Mads Pedersen            | Lidl-Trek                | 93 pts                   |                          |
| 5.                       | Wout van Aert            | Jumbo-Visma              | 92 pts                   |                          |
| 6.                       | Victor Lafay             | Cofidis                  | 80 pts                   |                          |
| 7.                       | Tadej Pogačar            | UAE Team Emirates        | 74 pts                   |                          |
| 8.                       | Caleb Ewan               | Lotto Dstny              | 73 pts                   |                          |
| 9.                       | Biniam Girmay            | Intermarché-Circus-Wanty | 71 pts                   |                          |
| 10.                      | Jordi Meeus              | Bora-Hansgrohe           | 69 pts                   |                          |

### Classificação da montanha(Maillot à Pois Rouges)
| Classificação da montanha | Classificação da montanha  | Classificação da montanha | Classificação da montanha | Classificação da montanha |
| Ciclista                  | Ciclista                   | Equipe                    | Pontos                    |                           |
| ------------------------- | -------------------------- | ------------------------- | ------------------------- | ------------------------- |
| 1.                        | Neilson Powless            | EF Education-EasyPost     | 36 pts                    |                           |
| 2.                        | Félix Gall                 | AG2R Citroën Team         | 28 pts                    |                           |
| 3.                        | Tobias Halland Johannessen | Uno-X Pro Cycling Team    | 26 pts                    |                           |
| 4.                        | Ruben Guerreiro            | Movistar Team             | 22 pts                    |                           |
| 5.                        | Tadej Pogačar              | UAE Team Emirates         | 19 pts                    |                           |
| 6.                        | Jai Hindley                | Bora-Hansgrohe            | 19 pts                    |                           |
| 7.                        | Giulio Ciccone             | Lidl-Trek                 | 19 pts                    |                           |
| 8.                        | Jonas Vingegaard           | Jumbo-Visma               | 18 pts                    |                           |
| 9.                        | Wout van Aert              | Jumbo-Visma               | 15 pts                    |                           |
| 10.                       | Daniel Felipe Martínez     | Ineos Grenadiers          | 15 pts                    |                           |

### Classificação do melhor jovem(Maillot Blanc)
| Classificação dos jovens | Classificação dos jovens   | Classificação dos jovens | Classificação dos jovens | Classificação dos jovens |
| Ciclista                 | Ciclista                   | Equipe                   | Tempo                    |                          |
| ------------------------ | -------------------------- | ------------------------ | ------------------------ | ------------------------ |
| 1.                       | Tadej Pogačar              | UAE Team Emirates        | 29h57m37s                |                          |
| 2.                       | Carlos Rodríguez           | Ineos Grenadiers         | + 3m05s                  |                          |
| 3.                       | Thomas Pidcock             | Ineos Grenadiers         | + 4m18s                  |                          |
| 4.                       | Félix Gall                 | AG2R Citroën Team        | + 7m54s                  |                          |
| 5.                       | Mattias Skjelmose          | Lidl-Trek                | + 8m22s                  |                          |
| 6.                       | Tobias Halland Johannessen | Uno-X Pro Cycling Team   | + 23m56s                 |                          |
| 7.                       | Clément Champoussin        | Arkéa-Samsic             | + 41m12s                 |                          |
| 8.                       | Matthew Dinham             | Team DSM-Firmenich       | + 41m15s                 |                          |
| 9.                       | Matis Louvel               | Arkéa-Samsic             | + 44m45s                 |                          |
| 10.                      | Mathieu Burgaudeau         | TotalEnergies            | + 44m47s                 |                          |

### Classificação por equipas(Classement par Équipe)
| Classificação por equipes | Classificação por equipes | Classificação por equipes | Classificação por equipes |
| Equipe                    | Equipe                    | Tempo                     |                           |
| ------------------------- | ------------------------- | ------------------------- | ------------------------- |
| 1.                        | Jumbo-Visma               | 90h02m45s                 |                           |
| 2.                        | Ineos Grenadiers          | + 1m50s                   |                           |
| 3.                        | Bahrain Victorious        | + 10m09s                  |                           |
| 4.                        | UAE Team Emirates         | + 11m02s                  |                           |
| 5.                        | Groupama-FDJ              | + 15m26s                  |                           |
| 6.                        | AG2R Citroën Team         | + 18m52s                  |                           |
| 7.                        | Bora-Hansgrohe            | + 26m08s                  |                           |
| 8.                        | Lidl-Trek                 | + 36m07s                  |                           |
| 9.                        | Movistar Team             | + 47m45s                  |                           |
| 10.                       | Team Jayco AlUla          | + 1h04m59s                |                           |